# Молдавер, Владимир Ильич
Влади́мир Ильи́ч Молда́вер (18 января 1960, Стародуб, Брянская область) — деятель российского железнодорожного транспорта, директор ОАО «РЖД» — начальник Главного центра управления Российскими железными дорогами.
В прошлом — начальник Московской железной дороги — с 10 ноября 2009 года по 20 мая 2019 года; начальник Южно-Уральской железной дороги (2007—2009); руководитель группы советников генерального директора ОАО «РЖД» — главный инспектор ОАО «РЖД». При участии Молдавера на Московской и Южно-Уральской железных дорогах осуществлена серия востребованных инфраструктурных инвестиционных проектов. Среди них выделяется проект реконструкции Малого кольца МЖД и запуск пассажирского движения по МЦК, за что Молдавер был награждён орденом Почёта.
Председатель редакционного совета газеты «Московский железнодорожник» в 2013—2015 годах.

## Биография
Родился 18 января 1960 в городе Стародуб Брянской области. В 1977 году окончил железнодорожное ПТУ № 6 города Унеча Брянской области. В 1982 году окончил Брянский институт транспортного машиностроения по специальности «Локомотивостроение». Первая должность после выпуска — помощник мастера цеха Коломенского тепловозостроительного завода. Затем вернулся на Брянское отделение Московской железной дороги, где работал мастером локомотивного депо Унеча, занимал посты главного технолога, главного инженера депо. В 1995—1999 годах — начальник локомотивного депо Брянск-2 (Брянск-Льговский). Был первым руководителем крупнейшего на юго-западе России депо, который организовал работу предприятия в соответствии с требованиями рыночной экономики.
В 1999 году Молдавер назначен заместителем главного инженера Брянского отделения МЖД, затем главным инженером, заместителем начальника Брянского отделения. В 2000 году окончил Академию народного хозяйства при Правительстве РФ. В том же году Молдавер переведён в Москву, занимал различные должности в управлении Московской железной дороги. В 2002 году назначен начальником службы локомотивного хозяйства МЖД, затем заместителем начальника дороги по локомотивному и вагонному хозяйствам. В 2003—2004 годах Молдавер — начальник Московско-Курского отделения МЖД. Особенностью этого отделения было отсутствие на его полигоне крупных нефтеперерабатывающих, металлургических и горнодобывающих предприятий, из-за чего погрузку приходилось собирать на разных производствах по вагону, и тем не менее отделение грузило 100 тыс. тонн среднесуточно.
В 2003—2004 году под началом Молдавера, как руководителя Московско-Курского отделения МЖД, была открыта первая в России ускоренная линия пригородного экспресса, для чего был построен четвёртый главный путь на участке Москва — Мытищи протяжённостью 19 км. 14 февраля 2004 года начато движение ускоренного электропоезда «Спутник» между Ярославским вокзалом и станцией Мытищи, расстояние в 19 км поезд преодолевал за 18 мин.
С января 2004 по июль 2007 года Молдавер — первый заместитель начальника Московской железной дороги
С 3 июля 2007 по 10 ноября 2009 года Молдавер возглавлял Южно-Уральскую железную дорогу с центром в Челябинске. На Урале Молдавер оптимизировал систему перевозок и их координации, при нём были запущены поезда ускоренного сообщения по маршрутам Челябинск — Миасс и Челябинск — Магнитогорск, введён в эксплуатацию новый дорожный центр управления перевозками. В 2008 году под началом Молдавера реорганизованы базовые локомотивные депо, поделенные на эксплуатационные и ремонтные (последние были проданы в руки частных собственников).
10 ноября 2009 года Молдавер назначен начальником Московской железной дороги, сменив на этом посту Владимира Старостенко. Крупнейшими инфраструктурными проектами десятилетия Молдавера во главе МЖД стали Московское центральное кольцо и Московские центральные диаметры, за что президент России Владимир Путин в 2018 году наградил руководителя столичной магистрали орденом Почёта.
20 мая 2019 года, незадолго до Ассамблеи начальников железных дорог в Туле и 60-летнего юбилея Московской магистрали, Молдавер неожиданно был отправлен в отставку с поста начальника МЖД. Новым руководителем дороги по инициативе премьер-министра РФ Д. А. Медведева был назначен 39-летний Михаил Глазков (род. 23 апреля 1980), до того — начальник Специального управления ОАО «РЖД». Представляя нового начальника МЖД на оперативном совещании, генеральный директор ОАО «РЖД» Олег Белозёров положительно оценил результаты 10-летней деятельности Молдавера на Московской дороге и объявил о назначении его на новую, специально созданную должность руководителя группы советников генерального директора ОАО «РЖД» — главного инспектора ОАО «РЖД». Летом 2019 года Молдавер был в Екатеринбурге наставником начальника Свердловской железной дороги Ивана Колесникова — первого в РЖД начальника дороги, по профессии экономиста, не имеющего базового инженерно-железнодорожного образования.
Как и его предшественники, Иван Паристый, Геннадий Фадеев и Владимир Старостенко, Молдавер придавал большое значение железнодорожной печати, информированию общественности, распространению разнообразных знаний и информации о железной дороге через прессу, в 2013—2015 годах возглавлял редакционный совет газеты «Московский железнодорожник», которая после отставки Молдавера с поста начальника МЖД оказалась на грани исчезновения.
В сентябре 2019 года Молдавер назначен начальником впервые образованного Главного центра управления Российскими железными дорогами. Основная задача Главного центра управления — информационно-аналитическая поддержка руководства ОАО «РЖД» для принятия и оценки эффективности управленческих решений.

## Деятельность

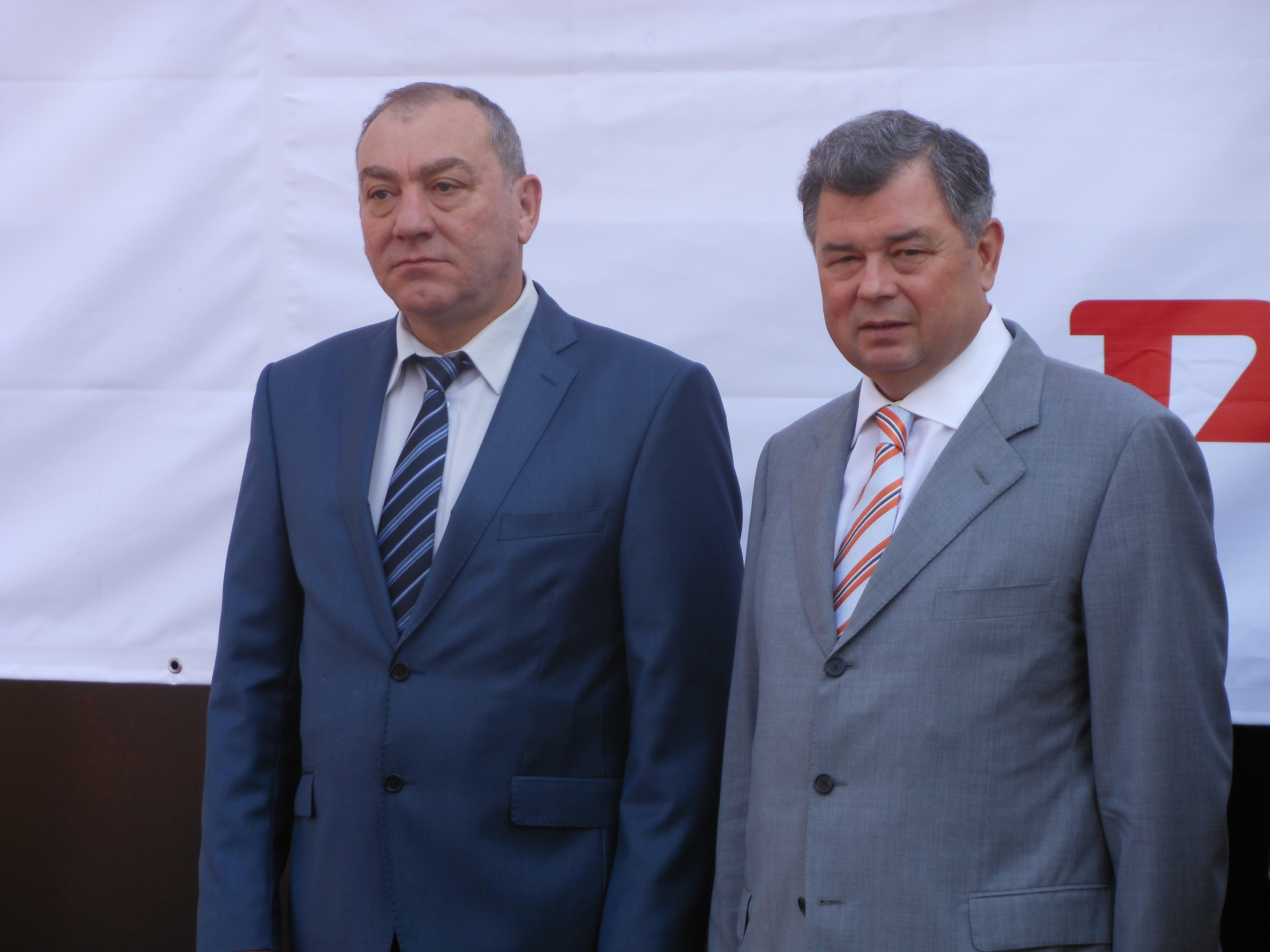
Владимир Молдавер и губернатор Калужской области Анатолий Артамонов (справа)
1 августа 2012 года открывают спорткомплекс в железнодорожном колледже в центре Калуги

С 2009 года на МЖД реализован предложенный Молдавером пилотный проект трудового регламента — комплексная трёхбригадная система организации труда. С введением этого регламента на Московской дороге вдвое сократилось количество технологических сбоев и отказов технических средств.
В 2011 году совместно с Правительством Москвы приступил к реализации крупнейшего инвестиционного проекта реконструкции, электрификации и запуска пассажирского движения по Малому кольцу МЖД, первые пассажиры по которому отправились в сентябре 2016 года. В газете «Комсомольская правда» МЦК упоминалось как «кольцо Молдавера».
Летом 2011 года в связи с тяжёлой эксплуатационной обстановкой на МЖД начал реанимировать рокадные ходы вокруг Москвы по Большому кольцу МЖД и выводить транзитные грузопотоки с Малого кольца МЖД для его реконструкции.
15 августа 2011 года работа МЖД под руководством Молдавера по увеличению объёма пригородных перевозок и сдерживанию тарифов на оплату проезда в электричках московского региона получила высокую оценку на встрече в Сочи Президента РФ Дмитрия Медведева и мэра Москвы Сергея Собянина.
22 сентября 2011 года — совместно с мэром Москвы принято решение об ограничении роста тарифов на пассажирские перевозки в московском узле и введении единого сквозного тарифа «Большая Москва» на проезд в электричках из ближнего Подмосковья в Москву.
18 июня 2012 года вместе с президентом ОАО «РЖД» Владимиром Якуниным и мэром Москвы Сергеем Собяниным открыл Технологический центр управления пригородным пассажирским комплексом Московской железной дороги на Комсомольской площади — самое современное и высокотехнологичное предприятие на инфраструктуре Российских железных дорог. Инициатором строительства этого центра как пилотного проекта РЖД летом 2010 года был сам Молдавер.
19 ноября 2012 года, выступая с аналитическим докладом на Региональной оперативной комиссии МЖД, Молдавер связал проблемы железнодорожной отрасли в части стагнации грузовой базы и хронического снижения грузопотоков с углублением мирового финансового кризиса, падением мировых цен на сталь, системным снижением объёмов производства в металлургии и в стройкомплексе.

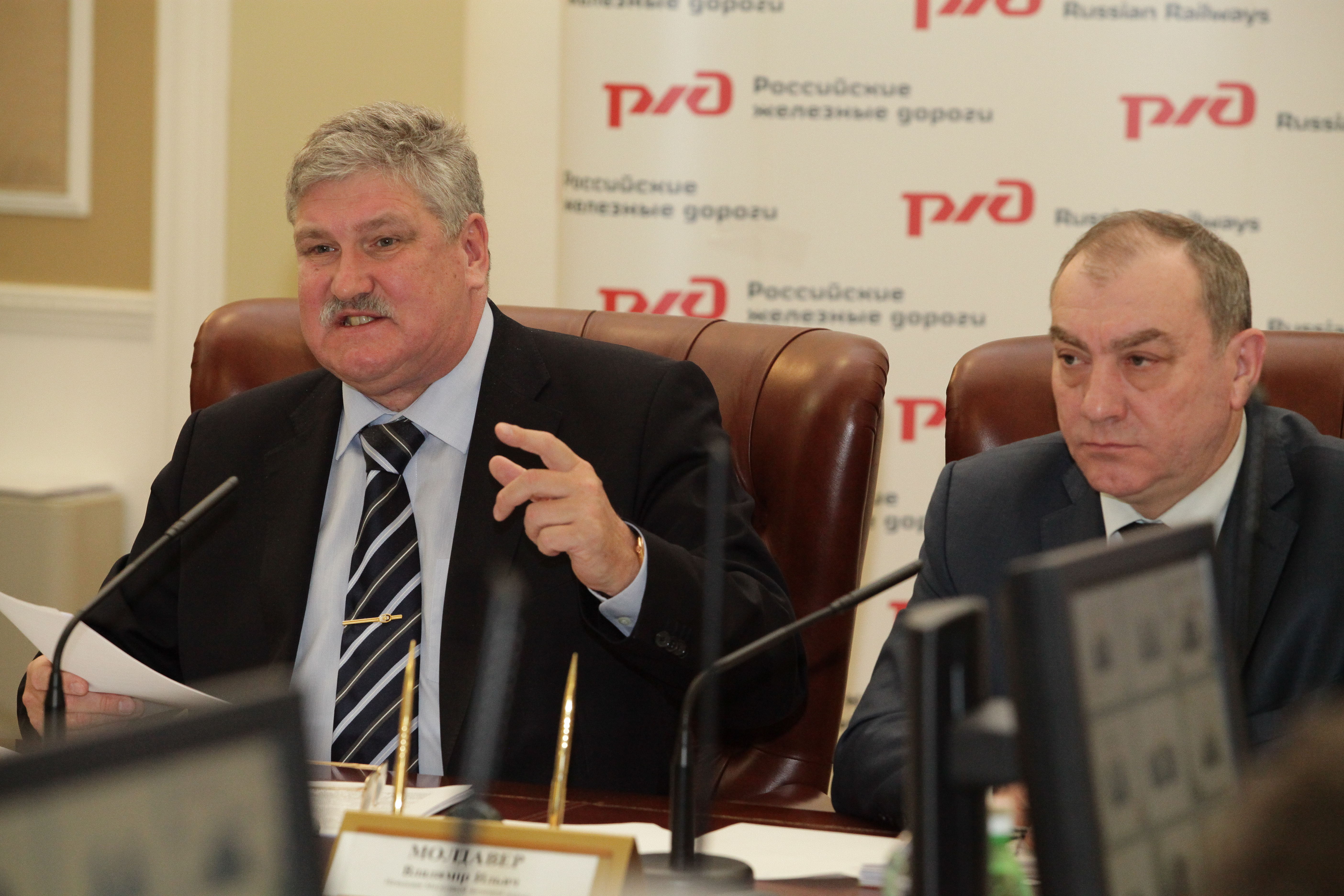
Первый вице-президент ОАО «РЖД» Вадим Морозов и Владимир Молдавер (справа), 2013

4 февраля 2013 года на заседании Региональной оперативной комиссии Молдавер подверг жёсткой публичной критике работу вагоноремонтных компаний ВРК-1, ВРК-2 и ВРК-3 в части их финансово-хозяйственной деятельности и принимаемых мер по предотвращению изломов боковых рам тележек грузовых вагонов, указал на некомпетентность руководства московских филиалов этих бизнес-структур.
18 апреля 2013 года, комментируя наметившееся перераспределение грузопотоков с МЖД на более дешёвый автотранспорт, Молдавер объяснил тенденцию активным использованием там серых схем в оплате услуг, которые на железной дороге исключены. В этой связи в начале 2014 года предложил применение стимулирующих скидок и понижающих коэффициентов на перевозки грузов в границах полигона МЖД.
В октябре 2015 года с целью разгрузки центральных вокзалов и увеличения пропускной способности Мосузла впервые в истории пригородного движения Российских железных дорог Молдавер предложил создавать в Москве зонные станции. Такие станции на пересечении радиальных направлений МЖД с линиями метрополитена и Московским центральным кольцом станут начальным и конечным пунктом для многих пригородных электропоездов, но не для всех. Первая в Москве зонная станция Карачарово с 8 путями и 3 платформами введена в эксплуатацию в 2018 году на пересечении Горьковского направления МЖД с МЦК, в составе крупнейшего в Москве транспортно-пересадочного узла Рязанская.

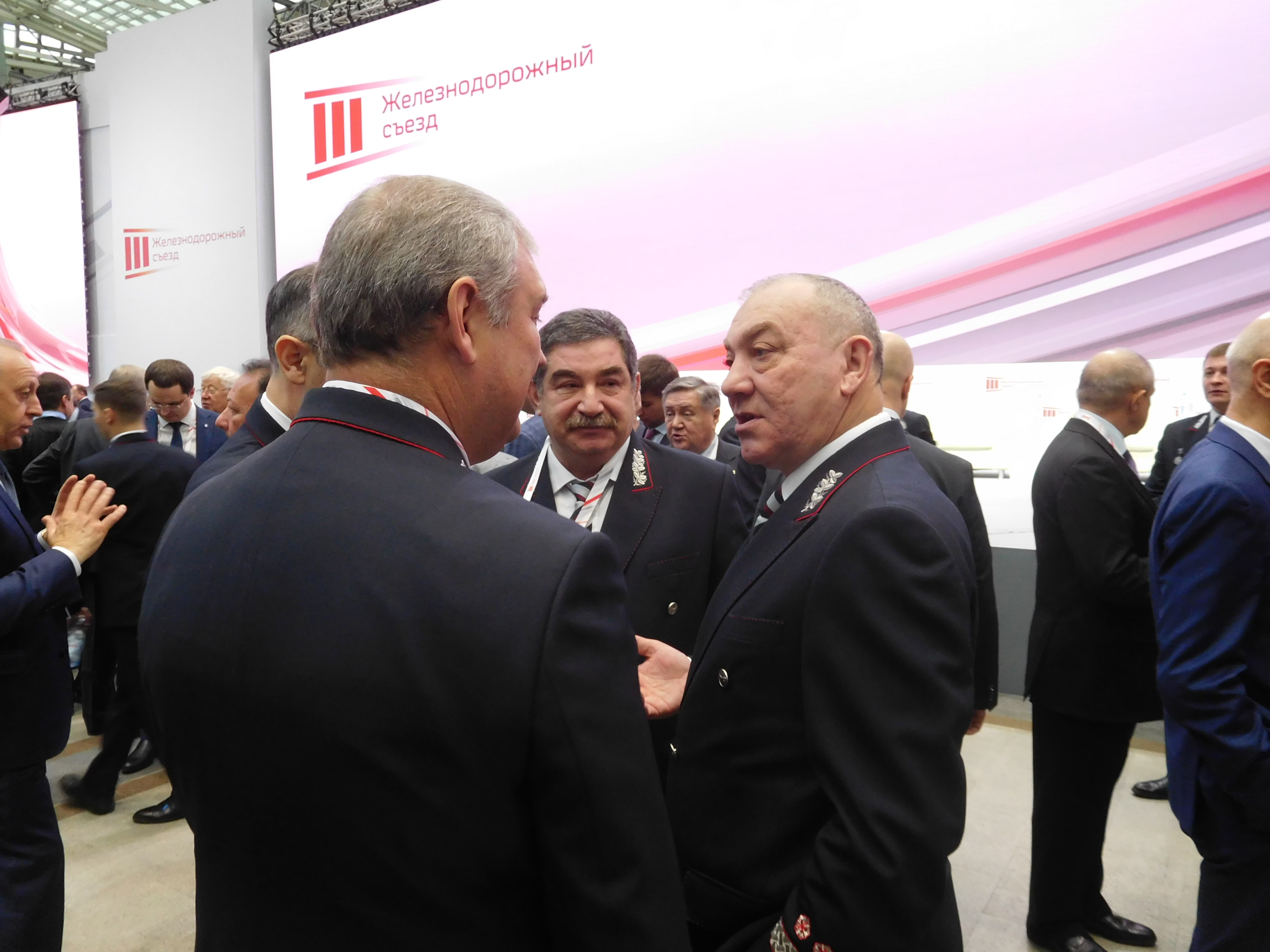
Молдавер обсуждает с членами правления РЖД развитие Мосузла

В 2013—2016 годах под руководством Молдавера на Московской магистрали сформирован Региональный центр корпоративного управления (РЦКУ #1), начался переход к полигонным технологиям и специализации железнодорожных ходов. Создан железнодорожный кластер индустриального парка Ворсино на границе Московской и Калужской областей, запущены первые контейнерные поезда по трансконтинентальному маршруту Далянь (КНР) — Ворсино протяжённостью 7721 км.
В 2017 году по инициативе Молдавера на МЖД впервые на сети в целях экономии издержек стало внедряться вождение контейнерных поездов пассажирскими электровозами.
В июле 2017 года Молдавер подверг критике компании-перевозчики ООО «Аэроэкспресс» и ОАО «Центральная пригородная пассажирская компания» за отказ от применения в их электропоездах рекуперативного торможения. Все расходы за использование электроэнергии частными компаниями-перевозчиками ложатся на ОАО «РЖД», а самим частным компаниям на уровне Правительства России установлены значительные финансовые преференции, включая льготную ставку за использование инфраструктуры РЖД. Отказ от применения рекуперативного торможения приводит к увеличенному сверх меры расходу электроэнергии на тягу поездов, вызывает существенные финансовые потери бюджета ОАО «РЖД». В сентябре 2017 года Молдавер критиковал Русагротранс, Федеральную грузовую компанию и Первую грузовую компанию за недостатки в предоставлении вагонов и полувагонов для грузоперевозок на МЖД, включая перевозки металлоконструкций и рекордного урожая зерна.
В 2018 году Молдавером был предложен оригинальный проект, решающий проблему доставки авиационного топлива в Мосузел, в то время как при подготовке и проведении в России чемпионата мира по футболу существовал госзапрет на транспортировку топлива в столичный регион цистернами по железной дороге. Начальником МЖД был найден выход из положения — перевалочная станция Шелухово в Рязанской области, вложить инвестиции более 500 млн руб. в развитие которой Молдавер убедил компанию «Транснефть». На станцию Шелухово поездами свозились топливные продукты, а затем по трубопроводам авиационный керосин подавался в аэропорты города Москвы. Благодаря схеме Молдавера Московская железная дорога не только не потеряла объёмы транспортировки, но и в ряде случаев по дальности перевозок оказалась в выигрыше. Доходная ставка выросла, а сами железнодорожные перевозки топлива в режимный период были убраны из Мосузла.

## Оценки
Экс-министр МПС РФ и первый президент ОАО «РЖД» Геннадий Фадеев отмечал, что Молдавер «обладает феноменальной профессиональной эрудицией, высочайшим уровнем самодисциплины», весьма ценной счёл идею Молдавера о специализации железнодорожных ходов для пассажирского и грузового движения.
3 февраля 2020 года гендиректор РЖД Олег Белозёров наградил Молдавера знаком «За особый вклад в развитие ОАО «РЖД» IV степени — «за вклад в совершенствование системы управления ОАО «РЖД» и развитие механизмов контроля и поддержки принятия управленческих решений».

## Награды
- Орден Почёта[41]
- Почётный железнодорожник РФ

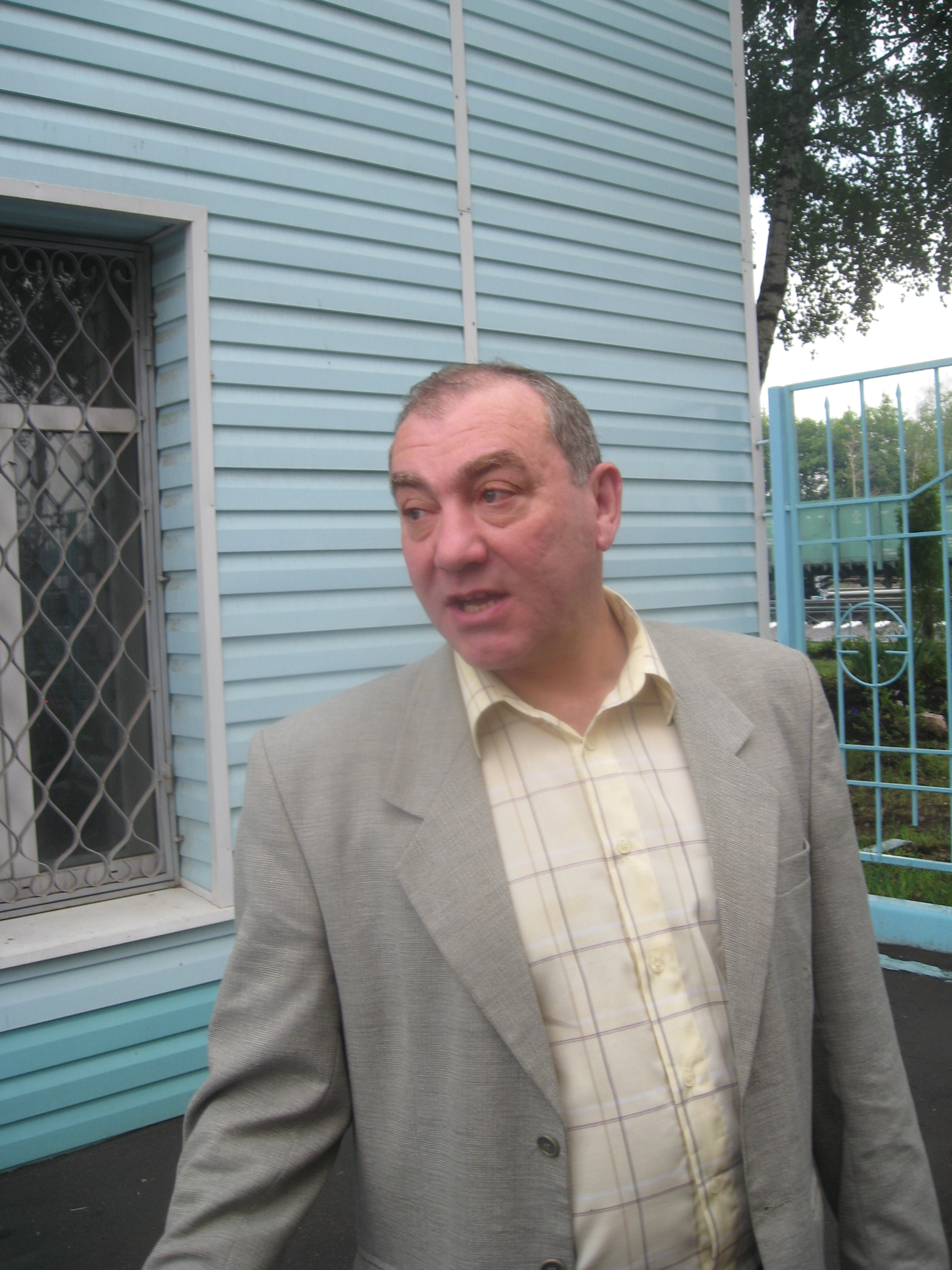
Без галстука, без протокола. Рабочий выезд на станцию Черкизово, июнь 2011 года

- Знак «Почётный железнодорожник ОАО «РЖД» (2019)[42]
- Заслуженный работник транспорта Российской Федерации
- Почётный работник Московской железной дороги
- Почётный работник Южно-Уральской железной дороги
- Медаль «За особые заслуги перед Калужской областью» (третьей степени)[43]
- Губернаторский знак «Заслуги перед Челябинской областью»[4]
- Почётный гражданин города Брянска[44][13].

## Семья
Жена — Ольга Сергеевна Молдавер, по образованию медик, работала врачом-терапевтом и в отделении диагностики в железнодорожной отделенческой больнице станции Брянск-2. Затем врач-специалист по ультразвуковым исследованиям в поликлинике РЖД на станции Перово в Москве. В семье двое сыновей.

## Примечания

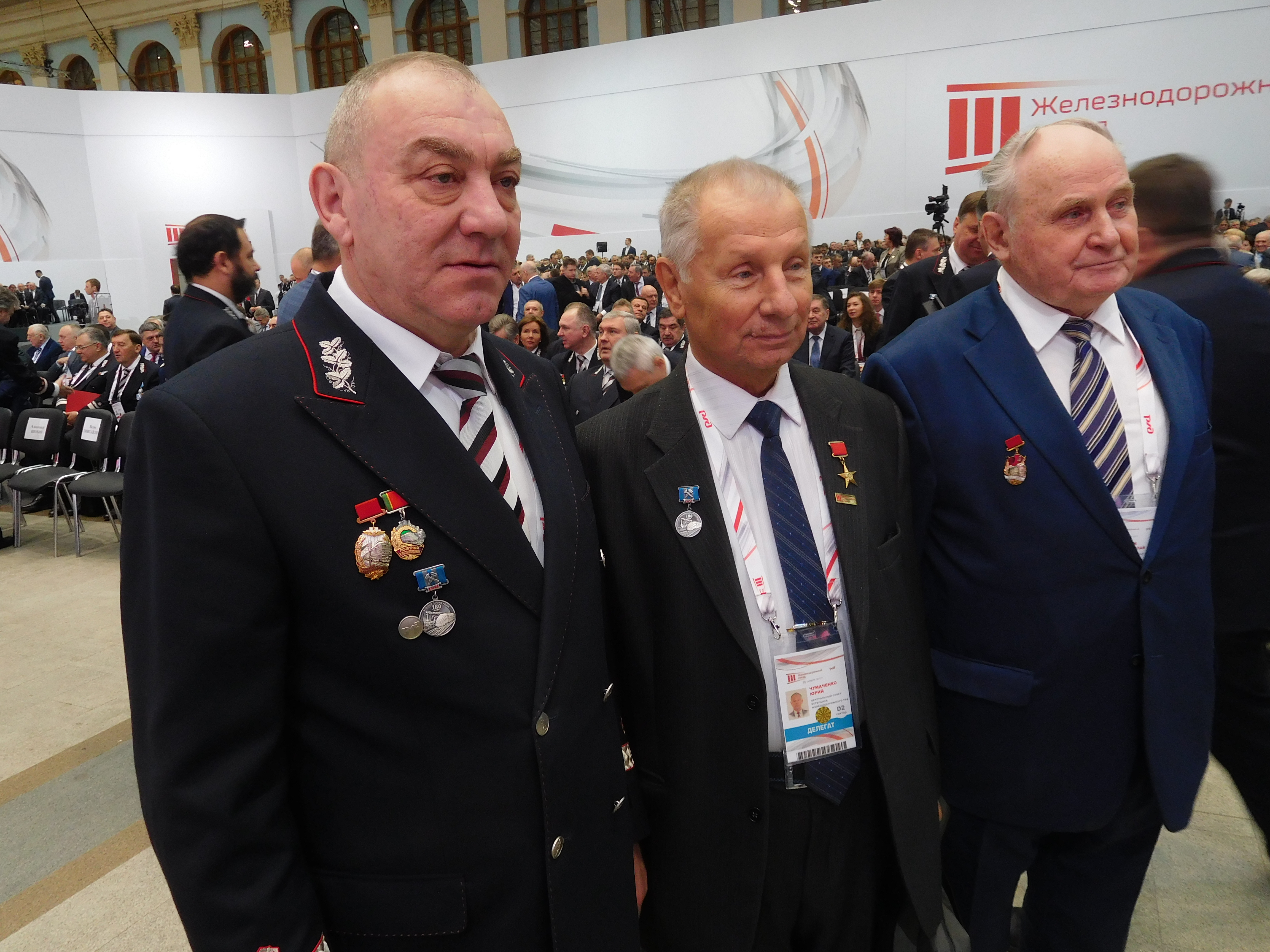
С Героем Социалистического Труда, машинистом Юрием Чумаченко; справа — председатель Центрального совета ветеранов войны и труда железнодорожного транспорта Николай Гром. На III Съезде железнодорожников РФ.
29 ноября 2017 года